# Opel Blitz
Opel Blitz – seria lekkich i średnich samochodów ciężarowych produkowanych przez niemiecką firmę Adam Opel AG w latach 1930 –1973. Na jego podwoziu i pod taką samą nazwą produkowano również w latach 1939–1944 autobusy.

## Ciężarówka

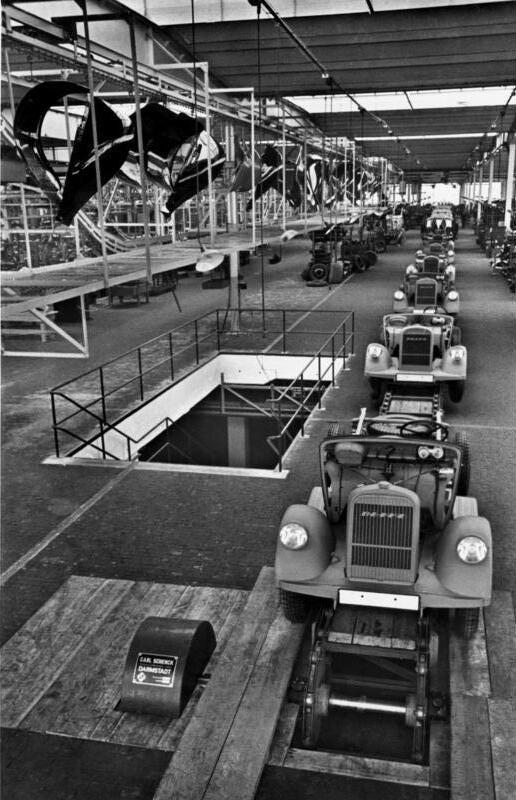
Produkcja ciężarówki w fabryce Opla

Opel Blitz – lekki lub średni samochód ciężarowy produkowany przez niemiecką firmę Adam Opel AG w latach 1930–1973. Po roku 1973 jego następca produkowany już przez firmę Bedford Vehicles z Luton był sprzedawany pod nazwą Bedford Blitz (lub Opel Bedford Blitz) aż do 1987 roku. W wersji 3-tonowej ciężarówki pojazd był powszechnie używany przez Wehrmacht w czasie II wojny światowej. Montowano na nim działka przeciwlotnicze przewożono żołnierzy i zaopatrzenie oraz używano jako ruchome centrum dowodzenia albo sanitarkę.
Kolejne generacje samochodu wytwarzano w latach:
1. 1930–1954
2. 1952–1960
3. 1960–1965
4. 1965–1975

Na bazie samochodu ciężarowego zbudowano także autobus.

### Pierwsza generacja

#### Opel Blitz 1,5 t
Nie jest tak znany jak 3-tonowy Blitz, lecz również był produkowany. Chociaż miał dobrą opinię, wyprodukowano zaledwie 5767 tych ciężarówek, głównie dla niemieckiej armii. Ich produkcję zakończono w 1942 roku. Jako ciężarówka taktyczna montowano na niej - oprócz zwykłych wersji z otwartą skrzynią ładunkową - całą gamę nadwozi, łącznie z wersjami strażackimi i ambulansami. Był produkowany w wersji z napędem na jedną, tylną oś.
W pełni sprawny egzemplarz znajduje się w Muzeum Techniki Wojskowej GRYF w Dąbrówce.

#### Opel Blitz 3 t
Ta wersja Opla Blitza w obu wersjach napędu: na dwa i na cztery koła, była podstawą niemieckiego transportu kołowego w czasie II wojny światowej. Model ten zaczęto produkować w 1937 roku. Produkcja tej ciężarówki w odmianie napędowej na dwa koła: 1940: 17605; 1941: 15947; 1942: 18262; 1943: 23232; 1944: 16146. Dodatkowo wyprodukowano ok. 20000 sztuk pojazdów z napędem na cztery koła. Razem zatem powstało około 110000 trzytonowych Blitzów. Instalowano na tej ciężarówce szeroką gamę nadwozi. Najbardziej poszukiwaną wersją były pojazdy z napędem na wszystkie koła. W związku z niedostateczną produkcją tych modeli ograniczono się tylko do budowy pojazdów wymagających według wojska najlepszych właściwości jezdnych tj.: ambulansów polowych, wozów łączności i kuchni polowych. Zapotrzebowanie na te pojazdy było tak duże, że w lipcu 1944 roku w zakładach Daimler-Benz uruchomiono produkcję licencyjną, co dało kolejne 3500 sztuk. Trzytonowe Blitze produkowane dla wojska można rozpoznać po ośmiu otworach ulgowych w feldze każdego koła. Przed 1939 rokiem produkowany na rynek cywilny Opel Blitz miał w feldze każdego koła jedynie sześć otworów ulgowych. Jednakże później do wojska trafiły również pojazdy cywilne.
Na bazie samochodu opracowano półgąsienicową wersję Maultier (Sd.Kfz. 3a).

## Autobus
Opel Blitz – autobus miejski, produkowany przez niemiecką firmę Opel. Pojazd był zbudowany na ramie podwoziowej z ciężarówki. Wewnątrz mieściło się ok. 29 pasażerów. Przed wojną Wehrmacht, który zakupił sporą liczbę tych pojazdów, wykorzystywał je do szybkiego transportu żołnierzy, jako polowe centra dowodzenia, sanitarki oraz wozy propagandowe.